# L'ultima alba
L'ultima alba (Tears of the Sun) è un film statunitense del 2003, diretto da Antoine Fuqua con protagonisti Bruce Willis, Monica Bellucci e Cole Hauser.

## Trama
Quando un colpo di Stato militare rovescia il regime democratico in Nigeria, una squadra di 8 incursori dei Navy SEAL, al comando del tenente A.K. Waters, viene trasferita sulla portaerei USS Harry S. Truman e le viene affidata un'operazione rischiosa: i militari hanno infatti il compito di soccorrere la dottoressa Lena Kendricks, una cittadina statunitense di origine italiana alla guida di un ospedale presso una missione cristiana, e altri tre occidentali (il sacerdote italiano e due suore). Paracadutati da un C-130 nella giungla, i soldati trovano la dottoressa, ma quest'ultima decide di lasciare il villaggio solo alla condizione di poter portare con lei tutti gli africani in grado di muoversi.
Il tenente fa finta di accettare pur di intraprendere il cammino che li porterà sul luogo nel quale verranno raggiunti dagli elicotteri. Arrivati sul posto, fanno salire la dottoressa, ma lasciano a terra le decine di profughi per i quali purtroppo non c'è posto sui velivoli. Poco dopo, passando sul villaggio già saccheggiato e in fiamme e disobbedendo agli ordini ricevuti, il tenente Waters fa tornare la sua squadra con l'elicottero su cui sono imbarcati, dove ha lasciato i profughi, lo carica con le persone più in difficoltà e poi inizia un difficile cammino verso il confine con il Camerun.
Durante il tragitto, il gruppo attraversa anche un villaggio proprio durante lo sterminio dei suoi abitanti da parte di soldati ribelli, chiamati a un'operazione di pulizia etnica. Il tenente e i suoi uomini decidono di intervenire uccidendo tutti i soldati e salvando i pochi sopravvissuti.
Più avanti, inaspettatamente, scoprono di essere stati traditi proprio da un amico fidato della dottoressa che, con un ricevitore, stava guidando la milizia ribelle verso i fuggiaschi. Il motivo dell'accanimento con il quale questa inseguiva il commando statunitense è che uno dei rifugiati scortati è il solo membro superstite della famiglia reale della tribù degli Ibo. Ancora una volta i soldati statunitensi disobbediscono agli ordini superiori, cioè abbandonare il ragazzo e i profughi al loro destino; mentre il commando e alcuni africani affrontano la milizia ribelle, ormai forte di 300 combattenti bene armati, il grosso della colonna di profughi cerca di attraversare il confine, benché sia presidiato da militari locali che hanno l'ordine di non far passare nessuno. Nella battaglia muoiono quattro statunitensi e diversi africani, sia tra i civili che tra i miliziani, ma quando tutto sembra perduto arriva il supporto aereo che massacra per intero gli attaccanti. I sopravvissuti, in maggioranza feriti, riescono ad arrivare in Camerun. Il capitano Rhodes, superiore di Waters, interviene ordinando ai soldati del Camerun di lasciar passare i profughi e inviando dei marines a recuperare i corpi dei SEAL caduti in azione. La dottoressa saluta i suoi amici africani e si appresta a rimpatriare con il tenente di cui si è innamorata.

## Produzione
Tutti gli attori che hanno interpretato i SEAL hanno dovuto sostenere due settimane di addestramento presso un campo militare e gli è stato richiesto di rivolgersi l'un l'altro col nome del proprio personaggio, persino fuori dal set, per rafforzare l'affiatamento all'interno della squadra.
Il titolo originale del film (Tears Of The Sun) era inizialmente previsto per il quarto episodio della saga cinematografica di Die Hard (Die Hard: Tears Of The Sun). Quando la pre-produzione del quarto film della famosa saga d'azione subì dei ritardi, Bruce Willis s'impegnò con lo studio a parteciparvi unicamente se gli fosse stato concesso di poter utilizzare il titolo per questo film. Successivamente, il titolo del quarto capitolo di Die Hard è divenuto Live Free Or Die Hard.
L'ultima alba è stato il primo film ad essere girato a bordo della portaerei di classe Nimitz USS Harry S. Truman CVN-75.
Gli elicotteri della marina SH-60B Seahawk che appaiono nel film provengono dalla squadriglia HSL-37 "Easy Riders" stazionati a Kaneohe, base della marina situata ad Oahu, nelle Hawaii.
La realizzazione della pellicola è stata funestata da un paio di gravi incidenti sia in fase di pre-produzione, sia durante le riprese. L'attore Kevin Tod Smith, scritturato nel ruolo di uno degli uomini al comando di Bruce Willis, è morto in un incidente mentre stava visitando il set di un altro film in Cina. Successivamente, durante le riprese, uno stuntman è morto durante le riprese di una scena di paracadutismo nei pressi di Oceano, in California. Paracadutatosi insieme ad altri otto colleghi da un'altezza di 14.000 piedi, l'uomo è caduto in mare invece che sulla spiaggia (come era previsto), annegando.

## Critica
Il film è stato accolto negativamente dalla critica, che lo ha ritenuto banale e stereotipato. La recensione del Time Out London ha criticato aspramente il fatto che il film racconti un evento fittizio ambientato in un continente, l'Africa, che ha sofferto innumerevoli atrocità, che potevano essere rievocate ed esplorate.
In Italia il film ha avuto risonanza mediatica solamente per il ruolo da co-protagonista di Monica Bellucci; per il resto i giudizi sulla pellicola sono stati, così come negli Stati Uniti, assai diversi tra negativi e positivi.